# توم بورنس
توم بورنس (بالإنجليزية: Tom Burns)‏ هو سياسي أسترالي، ولد في 27 أكتوبر 1931 في أستراليا، وتوفي في 4 يونيو 2007 في نفس البلد. حزبياً، نشط في حزب العمال الأسترالي. وقد انتخب Leader of the Opposition (Queensland) ‏ وانتخب Deputy Premier of Queensland ‏ وانتخب عضو المجلس التشريعي ولاية كوينزلاند.